# L'ultimo giorno (film 1985)
L'ultimo giorno è un film del 1985 diretto da Amasi Damiani.

## Trama
Il sessantenne Carlo Salvi sa che la sua vita è legata a un filo, a causa d'un problema cardiaco. In realtà non è affatto preoccupato per la propria vita, bensì per quella del figlio Marco, un ventenne disabile non autosufficiente, per il quale non riesce a trovare nessuna persona fidata ad accudirlo. Quasi miracolosamente, la soluzione al suo problema viene da Monica, una ragazza che, senza chiedere nulla, decide di stare vicino al ragazzo. Quando per l'uomo giunge la fine, ha comunque la consapevolezza che suo figlio non resterà solo.